# Altha Stewart
Altha Jeanne Stewart, née à Memphis, est une psychiatre afro-américaine. 

## Biographie
Originaire de South Memphis, dans le Tennessee, Altha Stewart est la fille d'une mère bibliothécaire et d'un père fonctionnaire,. Elle fréquente la Carver High School et la Sacred Heart High School for Girls. Après le lycée, elle intègre la première classe de femmes admises à la Christian Brothers University, avant d'obtenir son diplôme de médecine et de faire sa résidence en psychiatrie générale à la Temple University School of Medicine.
Altha Stewart est ensuite nommée au Hall of Fame de la Tennessee Independent Colleges and Universities Association par la Christian Brothers University. Elle obtient également un diplôme honorifique du Regis College.

## Carrière professionnelle
Après avoir obtenu son diplôme de médecine, son internat et sa bourse, Altha Stewart travaille comme directrice médicale du département de la santé publique de la ville de Philadelphie de 1983 à 1991. Elle est ensuite nommée commissaire adjointe principale du bureau de la santé mentale et des services d'alcoolisme de l'État de New York. 
De 1999 à 2002, elle est la directrice générale de la Detroit-Wayne Community Mental Health Agency. Après son retour à Memphis, elle s'occupe de la gestion d'une subvention fédérale pour le comté de Shelby, axée sur les enfants atteints de maladies mentales, et les risques liés à leur entrée dans le système de justice pour mineurs. En 2011, elle est nommée directrice exécutive du Just Care Family Network, où elle se fait l'avocate des jeunes et de leurs familles.
En 2015, Altha Stewart quitte le secteur public. Elle est recrutée par le Centre des sciences de la santé de l'Université du Tennessee, pour créer et diriger le Center for Health in Justice Involved Youth. Le centre a pour objectif de sensibiliser à l'amélioration des services de santé mentale destinés aux jeunes et leurs familles, et de coordonner la prestation de ces services afin de garantir que les jeunes issus des communautés et des minorités aient une chance de soins et de réussite,.
Alors qu'elle occupe ce poste, elle est choisie pour diriger la phase II de l'initiative Shelby Count, appelée Defending Childhood Shelby. En 2017, elle est récompensée du James G. Hughes Community Advocate Award par le Memphis Child Advocacy Center,. 
En 2018, Altha Stewart devient la première présidente afro-américaine de l'American Psychiatric Association (APA) pour un mandat d'un ans. Elle siège ainsi au conseil d'administration, au comité des conflits d'intérêts et au comité de sélection des bourses pour les minorités, ainsi qu'au comité de référence conjoint et au conseil de la défense des intérêts et des relations gouvernementales.
Après avoir quitté ses fonctions au sein de l'American Psychiatric Association, elle est nommée doyenne associée principale pour l'engagement dans la santé communautaire à la faculté de médecine de l'Université du Tennessee. 
En 2021, Altha Stewart rejoint le conseil consultatif de la Jed Foundation pour donner des conseils sur les stratégies en matière de santé mentale et de prévention du suicide.  Elle a également rejoint le conseil des visiteurs du College of Social Work de l'Université du Tennessee. La même année, elle reçoit le prix Solomon Carter Fuller de l'American Psychiatric Association en tant que "citoyenne noir ayant fait œuvre de pionnière dans un domaine qui a considérablement amélioré la qualité de vie des Noirs".

## Distinctions
- 2017 : James G. Hughes Community Advocate Award
- 2021 : Prix Solomon Carter Fuller